# Подмесьце (гміна Ґневошув)
Подмесьце (пол. Podmieście) — село в Польщі, у гміні Ґневошув Козеницького повіту Мазовецького воєводства.
Населення — 89 осіб (2011).
У 1975-1998 роках село належало до Радомського воєводства.

## Демографія
Демографічна структура станом на 31 березня 2011 року:
|          | Загалом | Допрацездатний вік | Працездатний вік | Постпрацездатний вік |
| -------- | ------- | ------------------ | ---------------- | -------------------- |
| Чоловіки | 46      | 11                 | 32               | 3                    |
| Жінки    | 43      | 9                  | 28               | 6                    |
| Разом    | 89      | 20                 | 60               | 9                    |